# 二クロム酸

左: 二クロム酸、右: クロム酸

二クロム酸（にクロムさん、dichromic acid）とは、示性式が H2Cr2O7 と表されるクロムのオキソ酸である。クロム酸が脱水縮合することで生成する。ナトリウムやカリウムなどの塩は試薬として用いられる。

## 性質
強力な酸化剤である。
クロム酸との間に以下の平衡が存在する。pH1以下の強酸性条件、もしくは、pH7以上の塩基性条件でクロム酸構造が優位となる。
{\displaystyle {\ce {{2CrO4^{2-}}+2H3O^{+}\ \rightleftarrows \ {Cr2O7^{2-}}+3H2O}}}